# Rivière Sainte-Anne (vattendrag i Kanada, Québec, lat 49,64, long -63,82)
Rivière Sainte-Anne är ett vattendrag i Kanada.   Det ligger i provinsen Québec, i den östra delen av landet, 1 000 km nordost om huvudstaden Ottawa.